# Melungtse
Melungtse, (tibetansk Jobo Garu, kinesisk 乔格茹峰, pinyin Qiáogérú Fēng), er det højeste bjerg i bjergkæden Rolwaling Himal, i Himalaya, i Tibet. Toppen ligger på 7.181 meter over havet.
Toppen har en lang bjergryg i øst-vest retning, med hovedtoppen i øst og en vestlig top, som kun er lidt lavere. Den går under navnet Melungtse II og er 7.023 meter høj.

## Beskrivelse
Melungtse ligger lige nord for Nepal, i Tibet og dermed i Kina, på den vestlige udløber af Rolwaling Himal. Det ligger i Tingris Amt, Xigazê præfektur. De nærmeste bjerge er udover tvillingtoppen Melungtse II, Kang Nagchugo, Pangbuk Ri, Guarishankar (7134 m), Gauri Sankar, Drangnag Ri og Takargo, med stigende afstande. Afstanden til Mount Everest er omkring 40 km i østlig retning.
Bjerget er afvandingsområde til Ganges og dermed til Den Bengalske Bugt.

## Klatrehistorie
Den første vestlige ekspedition i området ledet af den britiske bjergbestiger Eric Shipton 1951 under ”1951 British Mount Everest reconnaissance expedition” og havde som mål at finde mulige veje via Rolwaling Himal for at bestige Mount Everest fra Nepal. Ekspeditionen bestod udover af Shipton som leder af Edmund Hillary, Earle Riddiford, Michael Ward, Tom Bourdillon og W. H. Murray. Det var denne ekspeditionen som døbte bjerget til Melungtse efter floden med samme navn, som afvander området.
Melungtse var ikke tilladt at bestige før end i midten af 1985'erne. Det første forsøg var dog allerede i oktober 1982. Det var Bill Denz som gjorde et forsøg via sydøstlige bjergryg. Dette skete året efter at han soloklatrede Kusum Kanguru og blev den første til at nå bjergtop. Han blev imidlertid tvunget til at afbryde dette øverste forsøg og vende om.
I 1987 og 1988 førte den britiske klatrer Chris Bonington to ekspeditioner til Melungtse. Ved anden ekspedition lykkedes Andy Fanshawe og Alan Hinkes bestige vesttoppen, Melungtse II, men afstod fra at klatre på hovedstoppen. Et andet forsøg i 1990 var ved den østlige kam, men forsøget måtte afbrydes et godt bid fra toppen.
Den første topbestigning af Melungtse kom derfor først i 1992. Det var de slovenske klatrere Marko Prezelj og Andrej Stremfelj som tog sig op langs den risikable 2000 meter høje sydøstlige væg.
Derudover er der dokumenteret et enkelt mislykket topforsøg, 1999, ved den nordlige klippevæg.